# Deutsche Para-Eishockey Liga 2017/18
Die Saison 2017/18 war die 18. Spielzeit der Deutschen Para-Eishockey Liga. Die Saison startete am 4. November 2017 und endete am 18. März 2018. Die Spielvereinigung Wiehl Penguins/Kölner Eisklub gewann die Meisterschaft, nachdem schon 2008 die SG Kamen/Wiehl und 2013 und 2014 der Kölner Eisklub deutscher Meister geworden war.

## Teilnehmer
Am Spielbetrieb nahmen im Vergleich zum Vorjahr zwei neue Spielgemeinschaften teil: die Spielgemeinschaft Preussen, Dresden und Dachau als SpvG Süd-Ost sowie die Spielgemeinschaft NRW bestehend aus Spielern des Kölner Eis-Klub und der Wiehl Penguins.
- Weserstars Bremen
- SpvG Süd-Ost (Cardinals Dresden, ECC Preussen Berlin, ESV Dachau Woodpeckers)
- SpvG NRW (Kölner Eis-Klub, Wiehl Penguins)
- Ice Lions Langenhagen

## Modus
Die vier teilnehmenden Mannschaften trugen die Spielzeit im Ligasystem als Doppelrunde aus, jedes Team spielte insgesamt 12 Mal und somit viermal gegen jede andere Mannschaft. Ausgespielt wurden die zwei Runden an insgesamt 12 Spieltagen an sechs Orten und Wochenenden.
Für einen Sieg gab es drei Punkte. Bei einem Unentschieden folgte ein Penaltyschießen. Der Sieger des Penaltyschießens erhielt zwei Punkte, der unterlegenen Mannschaft wurde ein Zähler gutgeschrieben.
Die Spiele wurden an sechs Wochenenden in Bremen, Wiehl, Dresden, Dachau, Hannover und Berlin ausgetragen.

## Abschlusstabelle
Abkürzungen: Sp = Spiele, S = Siege, SnP = Siege nach Penaltyschießen, NnP = Niederlage nach Penaltyschießen, N = Niederlagen, Pkt = Punkte
|    |                       | Sp | S | SnP | NnP | N  | Tore   | Pkt |
| -- | --------------------- | -- | - | --- | --- | -- | ------ | --- |
| 1. | SpvG NRW              | 12 | 8 | 0   | 1   | 3  | 64:036 | 25  |
| 2. | Weserstars Bremen     | 12 | 7 | 1   | 1   | 3  | 85:025 | 24  |
| 3. | Ice Lions Langenhagen | 12 | 6 | 1   | 0   | 5  | 49:050 | 20  |
| 4. | SpvG Süd-Ost          | 12 | 1 | 0   | 0   | 11 | 21:108 | 3   |